# 李河璘
李河璘（韓語：이하린；1983年9月8日—）於2004年出道，曾是韓國女團Sugar成員之一。自2009年起，參演多部韓國電視劇包括《料理絕配Pasta》、《幻想巨塔》等等。

## 活動經歷
- 2008年 韓國e-Sports協會 A.V.A The First Mission 宣傳大使
- 2005年 SEGA Amusement 模特
- 2006年 國際數碼藝術節 宣傳大使
- 2004~2006 女團“Sugar”隊員

## 演出作品

### 電視劇
- 2009年：MBC《過得有滋有味》
- 2009年：SBS《妻子回來了》
- 2010年：MBC《料理絕配Pasta》
- 2010年：KBS2《國家的呼喚》
- 2011年：OCN《神的測驗2》
- 2013年：tvN《幻想巨塔》

## 音樂作品

### 個人音樂作品
- 2010年6月15日：個人數碼單曲《心聲》
- 2012年5月5日：《不朽的名作 OST Part 4》——“愛情味道”
- 2013年8月1日：《幻想巨塔 OST Part 2》——“破碎的心”
- 2015年10月2日：首張中文EP《不可理喻》

### 參與專輯
- 2007年 《W7 Project - Winter7 Project》
- 2007年 《My Christmas Story》
- 2008年 《Voice Mate - Happy Ending》
- 2008年 《也記得眼淚》
- 2008年 《Happy Ending》

### Sugar團隊專輯
- 2002年3月13日 首張專輯 《Tell Me Why》
- 2003年6月19日 《Shine》
- 2004年2月4日 單曲《GO THE DISTANCE》首張日語專輯《 Double Rainbow 》
- 2004年3月10日 《All my loving/サクラ列车》
- 2004年7月22日 單曲《风と花束》
- 2005年9月21日 Vol.3 -《Sweet Lips》
- 2005年11月5日《COLOR 4 WISHES》

## 外部連結
- 所屬公司SG Music亞洲官方網站 （英文）
- 韩男团开变装趴 歌手李河璘爱暖男 （页面存档备份，存于）